# Australopicus nelsonmandelai
Australopicus nelsonmandelai ist eine ausgestorbene Art der Spechte (Picidae). Der einzige Vertreter der Gattung Australopicus lebte im frühen Pliozän auf dem Gebiet des heutigen Südafrika, als dort noch Waldlandschaften vorherrschten. Die kurzen Beine der Art und ihre Verwandtschaftsverhältnisse deuten auf einen Baumbewohner hin.
Die fossilen Überreste von Australopicus nelsonmandelai wurden in der Fossillagerstätte Langebaanweg gefunden und 2012 von Albrecht Manegold und Antoine Louchart als neue Art und Gattung beschrieben, deren Name den südafrikanischen Politiker Nelson Mandela ehrt. Entwicklungsgeschichtlich steht die Art den Gattungen Celeus, Dryocopus sowie Mulleripicus nahe und teilt sich mit ihnen wohl einen gemeinsamen Vorfahren. Damit repräsentierte sie einen im heutigen Afrika ausgestorbenen Seitenzweig der Spechte. Vermutlich verschwand Australopicus zusammen mit den Wäldern der Kapregion.

## Merkmale
Australopicus nelsonmandelai war, verglichen mit rezenten Spechten, ein mittelgroßer Vertreter der Familie Picidae. Die Art verfügte über kräftige, 17,9–19,9 mm lange Carpometacarpi und kurze, robuste Laufknochen von rund 20–25 mm Länge. Sie erreichte in etwa die Größe eines Buntspechts (Dendrocopus major) oder eines Carolinaspechts (Melanerpes carolinus), war jedoch insgesamt stämmiger gebaut. Damit wurde sie größer als alle rezenten afrikanischen Spechte mit Ausnahme des Erdspechts (Geocolaptes olivaceus).

## Fossilmaterial und Fundort
Alle Fossilien von Australopicus wurden in der Varswater-Formation der Fossillagerstätte Langebaanweg in Südafrika gefunden. Der Langeberg-Quarzsand, in dem sie gefunden wurden, wird mit etwa 5 Millionen Jahren auf das frühe Pliozän datiert. Das überlieferte Knochenmaterial umfasst Ulnae, Laufknochen, Carpometacarpi und das Fragment eines Rabenbeins.

## Lebensweise
Die kurzen, stämmigen Laufknochen der Art lassen auf eine arboreale Lebensweise von Australopicus schließen. Diese Vermutung wird nicht nur durch den Körperbau gestützt, sondern auch durch andere Fossilfunde aus Langebaanweg, die eine Vielzahl von Arten zu Tage förderten, deren Verwandte heute in Wäldern leben. Auch Spechtgattungen wie Dryocopus, Celeus und Mulleripicus, die als die nächsten Verwandten von Australopicus betrachtet werden, sind überwiegend Wald- und Baumbewohner. Sie ernähren sich von Ameisen beziehungsweise unter Rinde lebenden Käferlarven. Der Lebensraum von Australopicus bestand wahrscheinlich aus einer Mischung von Galeriewäldern beziehungsweise Parkland und Fynbos, bevor erstere infolge eines trockeneren Klimas verschwanden.

## Systematik und Taxonomie
Die Gattung Australopicus und ihre einzige Art A. nelsonmandelai wurden 2012 von den Paläontologen Albrecht Manegold und Antoine Louchart beschrieben. Die Erstbeschreibung erschien im Juni des Jahres im Journal of Vertebrate Palaeontology. Der Gattungsname setzt sich aus dem lateinischen australis für „südlich“ und picus für „Specht“ zusammen. Das Artepitheton widmeten die beiden Autoren dem ehemaligen südafrikanischen Präsidenten Nelson Mandela, der im gleichen Monat seinen 94. Geburtstag feierte.
Auf Feinmerkmalen des Skeletts basierende phylogenetische Analysen von Manegold und Louchart ordnen Australopicus als nahen Verwandten der Gattungen Celeus aus Mittel- und Südamerika und Dryocopus aus Eurasien, Nord- und Südamerika ein. Australopicus steht basal in einem von den drei Gattungen gebildeten Monophylum. DNA-Analysen ordnen Celeus und Dryocopus die südostasiatische Gattung Mulleripicus als nächsten Verwandten zu. Damit liegt nahe, dass der Vorfahr von Australopicus von Eurasien aus ins südliche Afrika vorstieß, als diese Region stärker bewaldet war als heute. Dies bedeutet auch, dass die Spechte Afrika mindestens vier Mal unabhängig voneinander besiedelten.